# Corrado Alvaro
Corrado Alvaro (San Luca, 15 aprile 1895 – Roma, 11 giugno 1956) è stato uno scrittore, giornalista, poeta e sceneggiatore italiano.

## Biografia

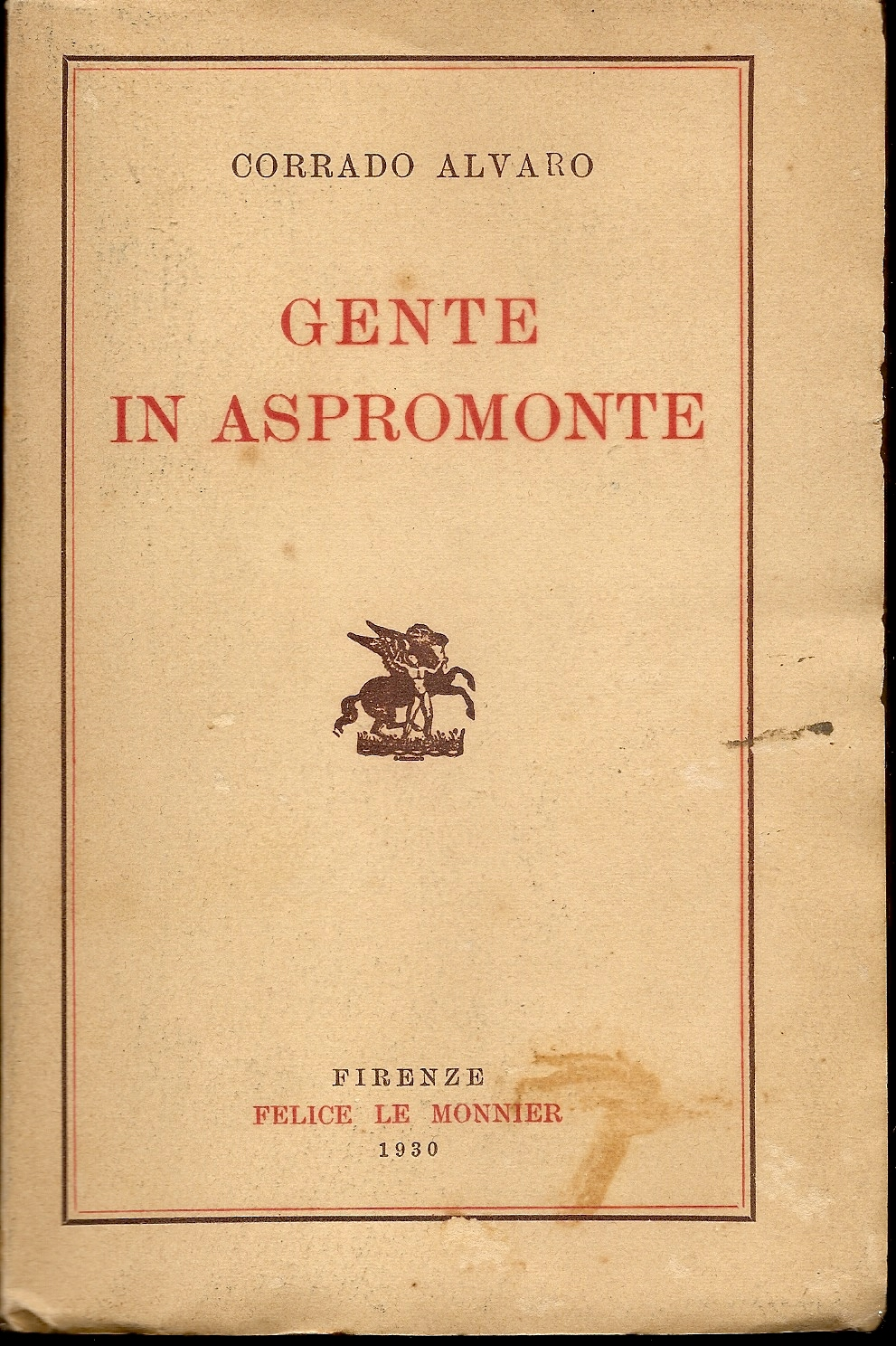

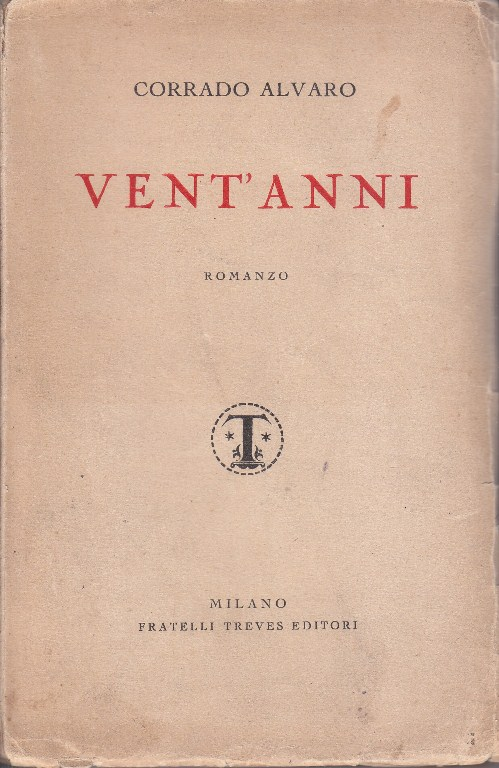

Corrado Alvaro nasce a San Luca, un piccolo paese nell'entroterra ionico calabrese, ai piedi dell'Aspromonte, in provincia di Reggio Calabria, primo di sei figli di Antonio, un maestro elementare, e di Antonia Giampaolo, una ragazza di estrazione borghese, figlia del segretario comunale del paese.
In paese trascorre un'infanzia felice, ricevendo la prima istruzione dal padre.
Terminate le scuole elementari, nel 1906 viene mandato dal padre a proseguire gli studi nel prestigioso collegio dei gesuiti di Villa Mondragone, a Frascati, diretto dal famoso grecista Lorenzo Rocci. Nel 1907 sono ospiti dello stesso convitto i suoi fratelli Beniamino e Guglielmo. A Villa Mondragone, Corrado studia, comincia a scrivere racconti e a comporre le prime poesie. Nel 1910, durante il ginnasio, viene espulso dal collegio, perché sorpreso a leggere alcuni testi proibiti dalla Chiesa cattolica (l'Intermezzo di rime di Gabriele D'Annunzio e l'Inno a Satana di Giosuè Carducci). Costretto a cambiare scuola, è mandato nel collegio di Amelia in provincia di Terni, dove termina il ginnasio. Nel 1912 si iscrive al Liceo "Galluppi" di Catanzaro ed è ospite del Convitto Nazionale "Galluppi". A diciassette anni esordisce con un libretto su Polsi nell'arte, nella leggenda e nella storia (1912). Il volume, dedicato alla madre, porta in calce la firma "Corrado Alvaro. Studente liceale".
Nel maggio 1914 si avvicina alle idee repubblicane e, insieme al fratello Guglielmo, partecipa attivamente a manifestazioni interventiste. A maggio, durante alcuni disordini scoppiati nel centro della città, viene arrestato e trattenuto per una notte. Rilasciato, decide di editare il numero unico di un giornale, per raccontare lo svolgimento dei fatti e denunciare le violenze della polizia. Il titolo della testata era Bum!
Dopo questi eventi, lascia la Calabria per recarsi a Roma.  Ai primi di gennaio del 1915 si reca a Firenze, dove verrà arruolato nell’esercito italiano. Successivamente sarà a Modena dove segue il corso allievi ufficiali nell'Accademia militare, uscendone con il grado di sottotenente. Nell’agosto del 1915 raggiunge il reparto cui è stato assegnato, di stanza a Perugia. All’inizio di settembre il suo battaglione è inviato sull’Isonzo. Lo scrittore entra in contatto con la dura e impietosa realtà della vita dei combattenti al fronte.  A novembre, viene ferito alle braccia (il destro non guarirà mai completamente) sul Monte Sei Busi, nella zona di San Michele del Carso. Sarà decorato con una medaglia d'argento.
Fu in questi mesi che l'apologia della guerra che aveva animato il fervore irredentista dello studente liceale cede fatalmente il passo alla disillusione. La guerra appare ora ad Alvaro in tutta la sua ferocia. E ciò lo induce a prendere le distanze dalla retorica nazionalista, dal mito delle trincee, dall’esaltazione del Carso.  In una lunga lettera, inviata il 28 ottobre 1915, alla contessina Ottavia Puccini, Alvaro scrive:
Intanto, Aldo Valori dopo aver recensito sul Resto del Carlino (agosto 1915) le Poesie Grigioverdi (ancora non pubblicate), gli propone di collaborare attivamente con il giornale bolognese, diretto da Mario Missiroli. Nel 1916 inizia a lavorare al Resto del Carlino, e un anno dopo, divenuto redattore, si trasferisce a Bologna insieme alla sorella Maria. Nello stesso anno consegue la maturità classica presso il Liceo Luigi Galvani. A Bologna, in casa Valori, conosce Umberto Saba e stringe amicizia con Aldo Fortuna.
L'8 aprile 1918 sposa la bolognese Laura Babini, figlia di commercianti, diplomata in ragioneria e traduttrice dall'inglese.
Nel febbraio 1919 nasce il figlio Massimo. E in estate si trasferisce con la famiglia a Milano dove nel frattempo è stato assunto al Corriere della Sera di Luigi Albertini, il direttore al quale Alvaro avrebbe dedicato, anni dopo, un intenso e appassionato profilo. Nello stesso anno consegue la laurea in Lettere all'Università di Milano. Nel 1920 pubblica la sua prima raccolta di racconti dal titolo La siepe e l'orto.
Nel 1921 si trasferisce a Parigi.  E nel 1922 diventa corrispondente dalla capitale francese per il giornale antifascista Il Mondo di Giovanni Amendola. A Parigi Alvaro frequenta Jacques Rivière, scrive il suo primo romanzo (L'uomo nel labirinto) e "scopre" Marcel Proust. La prima traduzione italiana, apparsa il 18 febbraio 1923 sul quotidiano Il Mondo, (di alcune pagine) della monumentale opera proustiana Alla ricerca del tempo perduto,  porta la firma di Corrado Alvaro (il passo tradotto è intitolato La morte di Bergotte).
Dopo il delitto Matteotti è tra i cinquanta firmatari dell''Unione nazionale delle forze democratiche guidata da Giovanni Amendola.  Nel biennio 1924-1925 collabora con il giornale umoristico Becco giallo, dove tiene (con lo pseudonimo V.E. Leno) la rubrica "Sfottò". Uno dei bersagli della satira alvariana fu Luigi Pirandello che, per la sua prona adesione al fascismo, venne ribattezzato P. Randello:  «un'irrisione fin troppo palese della mitologia del manganello fascista, attraverso cui denunciare la compromissione con il governo Mussolini».
Nell'ottobre 1924, il fratello Guglielmo, avvocato, si tolse la vita gettandosi nel Tevere, da un ponte,  sotto gli occhi della cognata Laura e del figlioletto, Massimo, di soli 5 anni. L'evento è destinato a lasciare una ferita insanabile nella vita dello scrittore.
Nel 1925 è tra i firmatari del Manifesto degli intellettuali antifascisti di Benedetto Croce. Nello stesso anno diviene critico teatrale per il "Risorgimento" di Roma. Vi avrebbe collaborato fino alla soppressione del giornale da parte della dittatura. Il 16 dicembre, all'uscita dal Teatro Valle a Roma, viene aggredito e malmenato, insieme ad Adriano Tilgher, da una squadra di fascisti. Ridotta al silenzio la stampa d'opposizione, ad Alvaro venne impedito di scrivere sui giornali: il suo nome era stato inserito nelle "liste di proscrizione" stilate dal fascismo. Nel 1926, grazie alla copertura offerta da Pietro Pancrazi avrebbe però iniziato a collaborare, senza firmare, con "La Stampa". Ma anche la copertura assicurata ad Alvaro dal giornale torinese è destinata in breve tempo  a venire meno.
Sebbene vittima di una feroce aggressione mediatica ordita dal fascismo,  Alvaro declina l'invito rivoltogli da alcuni amici francesi (in particolare da Romain Rolland) che lo sollecitavano a rifugiarsi a Parigi.
Alla fine del 1928, decide però di riparare, per qualche tempo, a Berlino, essendogli sempre più difficile lavorare (e firmare) in Italia.
A Berlino entra in contatto con il mondo intellettuale tedesco: Hermann Hesse, Thomas Mann, Walter Benjamin, Bertolt Brecht. Di quest'ultimo Corrado Alvaro, insieme ad Alberto Spaini, avrebbe tradotto L'opera da tre soldi (Die Dreigroschenoper, 1928). Nella versione italiana Alvaro-Spaini, il lavoro teatrale brechtiano venne messo in scena l'8 marzo 1930, da Anton Giulio Bragaglia con il titolo La veglia dei lestofanti al Teatro dei Filodrammatici di Milano. Negli anni berlinesi, Alvaro stringe amicizia con Pier Maria Rosso di San Secondo, e in particolare, con Luigi Pirandello e Marta Abba.
Nel 1929 esce in Italia la raccolta di racconti L'amata alla finestra (1929). L'opera ottiene un ampio successo, ma Alvaro continua ad essere inviso al fascismo e per il veto posto dai vertici del Partito - pare dallo stesso Mussolini - non otterrà l'ambito premio "La Fiera Letteraria".
Tornato in Italia, nel corso del 1930, pubblica il romanzo Vent'anni e ben tre raccolte di racconti: Misteri e avventure, La signora dell'isola, Gente in Aspromonte. Opera, quest'ultima, che gli varrà il prestigioso premio letterario "La Stampa". La giuria era composta, fra gli altri, da Pietro Pancrazi, Luigi Pirandello e Margherita Sarfatti.
La ritrovata amicizia con Luigi Pirandello e, soprattutto, l'inteso legame con Margherita Sarfatti furono determinanti per stemperare l'atteggiamento persecutorio del regime nei suoi confronti e per indurre lo stesso Alvaro ad abbassare i toni polemici verso il regime. Non sarebbero però mancati i cedimenti: nel 1934 pubblica un libretto dal titolo Terra nuova. Prima cronaca dell'Agro Pontino, celebrativo della bonifica dell'Agro pontino. Opera che Alvaro, anche negli anni a venire, avrebbe continuato a difendere, considerandola un omaggio al mondo contadino e non al fascismo.
Come inviato de La Stampa compie numerosi viaggi in Italia e all’estero (Grecia, Turchia, Russia), dei quali dà conto nei volumi Viaggio in Turchia (1932), Itinerario italiano (1933), I maestri del diluvio. Viaggio in Russia (1935).
Nel 1938 pubblica L'uomo è forte, romanzo con il quale vince il premio dell'Accademia d'Italia per la letteratura (1940).

Monumento a Corrado Alvaro in piazza Indipendenza a Reggio Calabria

Nel gennaio del 1941 torna per l'ultima volta a San Luca, per i funerali del padre.
Tornerà invece più volte a Caraffa del Bianco a far visita alla madre e al fratello don Massimo, parroco del paese.
Dal 25 luglio all'8 settembre 1943 assume la direzione de Il Popolo di Roma.  Costretto alla fuga dall'occupazione tedesca di Roma, si rifugia a Chieti sotto il falso nome di Guido Giorgi. A Chieti si guadagna da vivere impartendo lezioni d'inglese. In quegli stessi mesi anche il figlio Massimo abbandona la casa romana per prendere parte alla lotta partigiana contro il nazifascismo.
Nel 1945 fonda, con Libero Bigiaretti e Francesco Jovine, il Sindacato Nazionale Scrittori, nel quale fino alla morte ricopre la carica di segretario, e la Cassa Nazionale Scrittori. Nello stesso anno, sotto il governo Bonomi  assume la carica di Direttore del Giornale radio nazionale della Rai, su nomina di Luigi Rusca.
Nel 1946, alla vigilia del referendum istituzionale del 2 giugno, redige l'Appello per la Repubblica.
Dal 7 marzo 1947 ricopre il ruolo di direttore del quotidiano Il Risorgimento di Napoli di proprietà di Achille Lauro, ma viene accusato di aver impresso al giornale napoletano un «accentuato orientamento di sinistra». Ne sarebbe scaturito un conflitto con la proprietà della testata che avrebbe indotto lo scrittore calabrese a rassegnare, dopo pochi mesi dalla nomina, le dimissioni da direttore (15 luglio 1947) . Nello stesso anno riprende la collaborazione al Corriere della sera .
Nel 1948 sottoscrive il Manifesto dell'Alleanza per la difesa della cultura e, in vista delle elezioni del 18 aprile, annuncia il proprio voto a favore delle sinistre coalizzate nel Fronte Democratico Popolare. Una scelta politica che Alvaro avrebbe pagato duramente con le dimissioni ("indotte") dal Corriere della Sera.
Nel 1951 vince il premio Strega con Quasi una vita, prevalendo in finale su Carlo Levi, Alberto Moravia, Mario Soldati e Domenico Rea.
Dal gennaio del '52 subentra a Ennio Flaiano, nella rubrica cinematografica del Mondo. Riprende anche a collaborare con il “Corriere della sera”.
Nel 1954, colpito da un tumore addominale, si sottopone a un delicato intervento chirurgico. La malattia colpisce anche i polmoni. 
Il 20 aprile 1956 esce, sul Corriere della Sera, il suo ultimo articolo.
Alvaro muore, vegliato fino all'ultimo respiro da Cristina Campo, nella sua casa di Roma l'11 giugno 1956.
Viene sepolto nel cimitero di Vallerano (provincia di Viterbo), un suggestivo paesino sui monti Cimini, dove aveva comprato una piccola casa di campagna, venduta poi dalla famiglia a Libero Bigiaretti.

## Opere postume
Nel 1963 Bompiani pubblica il volume di cinquecento pagine La moglie e i quaranta racconti, che viene recensito dalla rivista Il Mulino  con una scheda dove è premesso che «Con questo libro, che raccoglie novelle della gioventù e della maturità, alcune inedite e altre già pubblicate sui giornali, la pubblicazione delle opere di Corrado Alvaro può dirsi conclusa». Nella stessa scheda dedicata al libro troviamo una dichiarazione estrapolata dallo scrittore sanluchese che rappresenta anche una componente della sua poetica: «A volte raccontare di noi e della nostra vita è un modo di capire quello che succede».

## Riconoscimenti
- Nel 1930 per la raccolta di racconti Gente in Aspromonte,  Alvaro ottiene il prestigioso premio letterario istituito da La Stampa. La giuria era composta, fra gli altri, da Pietro Pancrazi, Luigi Pirandello e Margherita Sarfatti.
- Nel 1940 con l'opera L'uomo è forte, vince il premio dell'Accademia d'Italia per la letteratura.
- Nel 1951 vince il premio Strega con Quasi una vita. Il 1951 fu l'anno della cosiddetta "grande cinquina" nella quale figuravano, oltre a Quasi una vita di Alvaro, L'orologio di Carlo Levi, Il conformista di Alberto Moravia, A cena col commendatore di Mario Soldati e Gesù, fate luce di Domenico Rea.
- Presso la Biblioteca "Pietro de Nava" di Reggio Calabria, gli è stata dedicata una sala che contiene gli arredi, i tappeti, i quadri e i libri dello studio dello scrittore, donati alla biblioteca dalla moglie Laura e dal figlio Massimo.
- Vallerano ha intitolato allo scrittore una via, la biblioteca comunale e le scuole elementari. Davanti all'ingresso di queste, è stata posta una statua in bronzo raffigurante lo scrittore, con alla base l'epigrafe: «Corrado Alvaro, scrittore che questa terra tanto amò». Nel 2015 il Comune di Vallerano ha istituito il premio letterario "Corrado Alvaro - Libero Bigiaretti".
- L'ente Parco nazionale dell'Aspromonte ha creato il Parco Letterario "Corrado Alvaro", un itinerario culturale che comprende la casa natale del letterato, a San Luca.[senza fonte]
- Nel 1997 è stata istituita, con sede a San Luca, una Fondazione che porta il suo nome, alla quale si deve anche l'istituzione del Premio Letterario Nazionale "Corrado Alvaro".
- La Provincia di Reggio Calabria nel 2015 ha intitolato a Corrado Alvaro il palazzo storico sede dell'amministrazione, ora sede della città metropolitana.

## Opere

### Narrativa

#### Romanzi
- L'uomo del labirinto (1926)
- Vent'anni (1930)
- L'uomo è forte (1938)
- Belmoro (1957)

##### CicloMemorie del mondo sommerso
1. L'età breve (1946)
2. Mastrangelina (1960)
3. Tutto è accaduto (1961)

#### Racconti, novelle e romanzi brevi
- La siepe e l'orto (1920)
- L'amata alla finestra (1929)
- Misteri e avventure (1930)
- Gente in Aspromonte (1930)
- La signora dell'isola (1930)
- Il mare (1934)
- Incontri d'amore (1940)
- Settantacinque racconti (1955)
- La moglie e i quaranta racconti (1963)

### Lirica
- Poesie grigioverdi, Roma: Bernardo Lux Editore (1917)
- Il viaggio (1941)

### Saggistica
- Polsi nell'arte, nella leggenda, e nella storia (1912).
- Luigi Albertini (1925).
- La Calabria. Libro sussidiario di cultura regionale (1925).
- Calabria (1931).
- Viaggio in Turchia (1932).
- Terra Nuova. Prima cronaca dell'Agro Pontino (1934)
- Cronaca (o fantasia) (1934)
- I maestri del diluvio. Viaggio nella Russia sovietica (1935)
- L'Italia rinunzia (1945)
- Quasi una vita (1950)
- Il nostro tempo e la speranza (1952)
- Ultimo diario (1959)

#### CicloItinerario italiano
1. Itinerario italiano (1933)
2. Roma vestita di nuovo (1958)
3. Un treno nel Sud (1958).

### Traduzioni
- Fëdor Dostoevskij, L'eterno marito, Società Anonima Editoriale R. Quintieri, 1921.
- Fëdor Sologub, Il piccolo diavolo, Società Anonima Editoriale R. Quintieri, 1921.
- Paul-Louis Courier, Pamphlets, Formiggini, 1928.
- Walter Scott, Waverley, Mondadori, 1934.
- Mary Webb, Tornata alla terra, Mondadori, 1935.
- Lev Nikolaevič Tolstoj, Racconti e ricordi, Mondadori, 1942.
- Fernando de Rojas, La Celestina, Bompiani, 1943.
- Robert Louis Stevenson, Nei mari del sud, Capriotti, 1944.
- Julian Krycki, Armata silenziosa, Faro, 1945.

Con Laura Babini
- Mark Twain, Rapporto della visita di Capitan Tempesta in Paradiso,  Vecchioni, Milano, 1926
- Charles Morgan, La fontana, Mondadori, 1934
- Robert Louis Stevenson, L'isola del tesoro, CELI, 1956

### Teatro
- Il paese e la città (1923)
- Il caffè dei naviganti (1939)
- Lunga notte di Medea (1949)
- Il diavolo curioso (1963)
- Corrado Alvaro. Teatro (2009)

## Filmografia

### Soggetto

#### Cinema
- L'angelo ferito (1927)
- Casta diva (1935)
- L'albero di Adamo (1938)
- Solitudine (1941)
- Noi vivi (1942)
- Addio Kira! (1942)
- Carmela (1942)
- Febbre (1943)
- Resurrezione (1944)
- La carne e l'anima (1945)
- Patto col diavolo (1950)
- Roma ore 11 (1952)

#### Televisione
- Paura sul mondo per la regia di Domenico Campana (1979), sceneggiato televisivo Rai in tre puntate interpretato da Ugo Pagliai (tratto da L'uomo è forte)[15]

### Sceneggiatura
- L'angelo ferito (1927)
- Casta diva (1935)
- Tagebuch der Geliebten (1935)
- Il diario di una donna amata 1936)
- Una donna tra due mondi (1936)
- L'albero di Adamo (1938)
- Terra di nessuno (1939)
- Solitudine (1941)
- Fari nella nebbia (1942)
- Una notte dopo l'opera (1942)
- Noi vivi (1942)
- Addio Kira! (1942)
- Carmela (1942)
- Febbre (1943)
- La storia di una capinera (1943)
- Resurrezione (1944)
- La carne e l'anima (1945)
- Caccia tragica (1947)
- Riso amaro (1949)
- Donne senza nome (1950)
- Patto col diavolo (1950)
- Roma ore 11 (1952)